# Местные выборы в Винницкой области 2020
Местные выборы в Винницкой области 2020 — выборы депутатов Винницкого областного совета, семи районных советов, Винницкого городского совета и выборы Винницкого городского головы, которые состоялись 25 октября 2020 года в рамках проведения местных выборов по всей стране.

## Выборы мэра

### Винница
Мэром Винницы второй раз стал Сергей Моргунов («Украинская стратегия Гройсмана»), мэр города с 2015 года. Он получил 69,93 % голосов. Его ближайший оппонент — Сергей Кудлаенко (Европейская солидарность) набрал 13,04 %.
| Кандидат                                                   | %       | Голосов |
| ---------------------------------------------------------- | ------- | ------- |
| 1. Сергей Моргунов («Украинская стратегия Гройсмана»)      | 65,93 % | 61 194  |
| 2. Сергей Кудалаенко («Европейская солидарность»)          | 13,04 % | 12 108  |
| 3. Сергей Борзов («Слугa народа»)                          | 6,09 %  | 5 656   |
| 4. Вячеслав Узелков («Оппозиционная платформа — За жизнь») | 4,60 %  | 4 270   |
| 5. Олександра Устинова («Голос»)                           | 3,35 %  | 3 112   |

## Выборы в городской совет
Первое место на выборах заняла партия «Украинская стратегия Гройсмана» во главе с мэром Сергеем Моргуновым, получив большинство в Винницкой городском совете. За «Украинскую стратегию Гройсмана» отдали голоса 47,62 % избирателей, партия получила 40 мест в городском совете. Также в городской совет прошли: «Европейская солидарность» (13,10 % и 11 мест), Батькивщина (13,10 % и 11 мест), «Слуга народа» (9,52 % и 8 мест), «Оппозиционная платформа — За жизнь» (8,33 % и 7 мест) и «За будущее» (8,33 % и 7 мест).

## Оценки
Согласно анализу портала Strana.ua, Винницкая область по результатам местных выборов 2020 года стала единственным регионом, в которой сформировано свое «монобольшинство» и в областном, и в городском совете областного центра под руководством одной и той же партии (Украинская стратегия Гройсмана). BBC назвала результаты выборов в Винницкой области типичным примером победы «местных».